# Gare de Bir Safsaf
La gare de Bir Safsaf, est une gare ferroviaire algérienne, située sur le territoire de la commune de Oued Fodda, dans la wilaya de Chlef.

## Situation ferroviaire
La gare se situe sur la ligne d'Alger à Oran, où elle est précédée de la gare d'El Attaf et suivie de celle de Oued Fodda.

## Service des voyageurs

### Desserte
La gare de Bir Safsaf est desservie par les trains régionaux de la liaison Chlef - Khemis Miliana.